# Campionato femminile Rugby Europe 2024
Il campionato femminile Rugby Europe 2024 (in inglese 2024 Women's XV European Championship) fu la 27ª edizione del torneo europeo di rugby a 15 femminile organizzato da Rugby Europe.
Si tenne dal 3 febbraio al 14 aprile 2024 tra le squadre nazionali di Paesi Bassi, Portogallo, Svezia e la Spagna campione uscente; con la promozione delle portoghesi avvenuta nell'edizione precedente, fu la prima volta che si tenne, nella nuova denominazione, a quattro squadre, ferma restando la formula del girone unico.
Sia pure in forma indiretta, tale edizione di campionato servì anche come torneo di qualificazione alla Coppa del Mondo 2025; esso, infatti, metteva in palio due posti al WXV 2024, il quale a sua volta esprimeva sei qualificate al mondiale inglese dell'anno successivo; la squadra vincitrice del campionato dovette affrontare uno spareggio contro l'ultima del Sei Nazioni 2004 per un posto nel WXV 2; la squadra sconfitta in tale spareggio accedette al WXV 3 come anche la seconda classificata del campionato europeo.
Ad aggiudicarsi il trofeo, per l'undicesima volta complessiva e settima consecutiva dal 2018, fu la Spagna, destinata allo spareggio con il Galles per determinare a quale delle due divisioni inferiori del WXV 2024 sarebbe stata ammessa; i Paesi Bassi accedettero invece direttamente al WXV 3.
Le spagnole si aggiudicarono il torneo a punteggio pieno.
Il valore delle marcature, come stabilito da World Rugby nel 2017, è: 5 punti per ciascuna meta (7 se trasformata), 7 punti per la meta tecnica, 3 punti per la realizzazione di ciascun calcio piazzato, idem per il drop.

## Squadre partecipanti
- Paesi Bassi
- Portogallo
- Spagna
- Svezia

## Risultati
| Arbitro: | Nino Eloshvili |

| |    |  |
| v. Nifterik 4’ Jongerius 8’, 17’ Veerkamp 13’ Prins 24’ Stallmann 33’ Dix 40’ Selbeck 42’ Karst 45’ Boot 53’ Luijken 62’ | mt |  |
| Touw 8’ Lemmens 45’ | tr |  |

| Arbitro: | Jenny Lee |

|             |    |                                                            |
| Marques 15’ | mt | 7’ Luijken 30’ Stallmann 40+1’ Beukers 52’ Dix 70’ Beukers |
| Correia 15’ | tr | 22’, 52’, 70’ Metz                                         |

| Arbitro: | Katherine Ritchie |

|                                        |      |  |
| Morant 24’ Marques 36’ Santos 51’, 55’ | mt   |  |
| Correia 24’, 51’                       | tr   |  |
| Correia 44’                            | c.p. |  |

| Arbitro: | Ann Davies |

|                                              |    |  |
| Blanco 8’ Peña 21’ Del Castillo 40’ Díaz 59’ | mt |  |
| Argudo 21’, 40’                              | tr |  |

| Arbitro: | Melissa Lebœuf |

|           |      |                                 |
| Karst 57’ | mt   | 3’ Piñeiro 12’ Piquero 32’ Peña |
|           | tr   | 3’, 32’ Argudo                  |
|           | c.p. | 60’ Peña                        |

| Arbitro: | Doriane Domenjo |

|  |    |                                                                                        |
|  | mt | 2’, 46’, 68’, 80’ Piquero 8’ V. Pérez 17’ Cisa 32’ Capell 57’ Gorrochategui 78’ Blanco |
|  | tr | 8’, 17’, 32’, 57’ Peña                                                                 |

### Classifica
| Pos | Squadra     | G | V | N | P | PF | PS  | DP   | BMP | Pt |
| --- | ----------- | - | - | - | - | -- | --- | ---- | --- | -- |
| 1   | Spagna      | 3 | 3 | 0 | 0 | 99 | 5   | +94  | 2   | 14 |
| 2   | Paesi Bassi | 3 | 2 | 0 | 1 | 95 | 29  | +66  | 2   | 10 |
| 3   | Portogallo  | 3 | 1 | 0 | 2 | 34 | 55  | −21  | 1   | 5  |
| 4   | Svezia      | 3 | 0 | 0 | 3 | 0  | 139 | −139 | 0   | 0  |